# Karel van den Heuvel
Michiel Carol ("Karel") van den Heuvel (Gouda, 25 oktober 1988) is een voormalig Nederlandse voetbalscheidsrechter.
Hij maakte zijn debuut in het betaald voetbal op 30 oktober 2011 bij de wedstrijd FC Dordrecht-SC Veendam. Van den Heuvel was van 2014 tot 2018 als bestuurslid van CVV De Jodan Boys verantwoordelijk voor voetbaltechnische zaken.
In 2016 stopte Van den Heuvel met het leiden van wedstrijden. Hij besloot zich te richten op een carrière in het bedrijfsleven. Na een paar jaar te hebben gewerkt in loondienst, richtte hij in 2019 het bedrijf 'Van Karel' op, dat zich richt op advisering op het gebied van commerciële, strategische en beleidsmatige vraagstukken. Vanuit die rol wordt hij door diverse organisaties ingehuurd als (interim-)directeur, manager en/of consultant.